# Dinotrux
Dinotrux ist eine US-amerikanische Animationsserie, die von 2015 bis 2018 produziert wurde. Die Geschichte basiert auf der Kinderbuchreihe von Chris Gall.

## Handlung
Die Serie dreht sich um Bewohner der sogenannten „maschinosaurischen Zeit“. Sie stellen eine Kreuzung aus Dinosauriern und Baufahrzeugen dar. Protagonisten sind T, ein Mischwesen aus Tyrannosaurus und Konstruktionsfahrzeug und Reparatil Repto, eine Mischung aus Werkzeug und Chamäleon. Zusammen mit ihren Freunden Lana, einer Brachiosaurus/Kran-Mischung, Bullz, einer Mischung aus Triceratops und Bulldozer, Tacho, einer Kipplaster/Euoplocephalus-Mischung und 3 weiteren Reparatilien, die in einer Felsenwerkstatt leben, beschützen sie ihr Zuhause gegen den mächtigen Megatrux.

## Produktion und Veröffentlichung
Die Serie wurde in den USA produziert und wird dort seit 2015 über den Video-on-Demand-Anbieter Netflix veröffentlicht. Dabei sind fünf Staffeln mit 52 Folgen entstanden. Die Produktion übernahm DreamWorks Animation unter der Leitung von Scott McCarthy, Karina Partington, Ron Burch, Noelle Fuoco und David Kidd. Am Drehbuch beteiligten sich Steven Altiere, Luke Giordano, Ron Burch, David Kidd und Jeremy Shipp. Für die Musik sorgte Jake Monaco. Ab der sechsten Staffel bekam die Serie den Untertitel Supercharged.
Die deutschsprachige Erstausstrahlung fand am 4. März 2016 bei Super RTL statt. Weitere Ausstrahlungen erfolgten ebenfalls auf Toggo plus. Es wurden nur die ersten fünf Staffeln ausgestrahlt. Die Staffeln sechs bis acht sind lediglich auf Netflix verfügbar, ohne deutschen Ton oder deutsche Untertitel. Diese Staffeln sind extra mit dem Beinamen Aufgeladen gelistet, jedoch mobil nicht mit deutschem Menü verfügbar.

## Episodenliste

### Staffel 1
| Nr. (ges.) | Nr. (St.) | Deutscher Titel      | Originaltitel | Erstveröffentlichung Vereinigte Staaten | Deutschsprachige Erstausstrahlung (D) | Regie                          | Drehbuch              |
| ---------- | --------- | -------------------- | ------------- | --------------------------------------- | ------------------------------------- | ------------------------------ | --------------------- |
| 1          | 1         | Neue Freunde         | Ty And Revvit | 14. Aug. 2015                           | 4. März 2016                          | Donna Brockopp, Michael Mullen | Ron Burch, David Kidd |
| 2          | 2         | Schrottdactylus      | Scrapadactyls | 14. Aug. 2015                           | 4. März 2016                          | Donna Brockopp                 | Steven Altiere        |
| 3          | 3         | Die Werkstatt        | Garage        | 14. Aug. 2015                           | 4. März 2016                          | Donna Brockopp                 | Luke Giordano         |
| 4          | 4         | Schroptors           | Scraptors     | 14. Aug. 2015                           | 5. März 2016                          | Michael Mullen                 | Ron Burch, David Kidd |
| 5          | 5         | Die Grube            | Pit           | 14. Aug. 2015                           | 6. März 2016                          | Donna Brockopp                 | Jeremy Shipp          |
| 6          | 6         | Recyco               | Garby         | 14. Aug. 2015                           | 7. März 2016                          | Donna Brockopp                 | Steven Altiere        |
| 7          | 7         | Schildkrötilien      | Tortools      | 14. Aug. 2015                           | 4. März 2016                          | Michael Mullen                 | Jeremy Shipp          |
| 8          | 8         | Die Wüste            | Desert        | 14. Aug. 2015                           | 8. März 2016                          | Donna Brockopp                 | Luke Giordano         |
| 9          | 9         | Die Waschanlage      | Sandstorm     | 14. Aug. 2015                           | 9. März 2016                          | Donna Brockopp                 | Mimi Hess             |
| 10         | 10        | Die falsche Schlucht | Fake Ravine   | 14. Aug. 2015                           | 10. März 2016                         | Michael Mullen                 | Ron Burch, David Kidd |

### Staffel 2
| Nr. (ges.) | Nr. (St.) | Deutscher Titel                        | Originaltitel    | Erstveröffentlichung Vereinigte Staaten | Deutschsprachige Erstausstrahlung (D) | Regie                          | Drehbuch       |
| ---------- | --------- | -------------------------------------- | ---------------- | --------------------------------------- | ------------------------------------- | ------------------------------ | -------------- |
| 11         | 1         | Die Rettung von Mega-Trux und Schrottz | New Tail         | 11. März 2016                           | 11. März 2016                         | Donna Brockopp                 | Steven Altiere |
| 12         | 2         | Die Ottos                              | Ottos            | 11. März 2016                           | 12. März 2016                         | Donna Brockopp                 | Luke Giordano  |
| 13         | 3         | Glühschraubwürmchen                    | Night            | 11. März 2016                           | 13. März 2016                         | Donna Brockopp, Michael Mullen | Steven Altiere |
| 14         | 4         | Rollodons                              | Rollodons        | 11. März 2016                           | 14. März 2016                         | –                              | Kinan Copen    |
| 15         | 5         | Die Höhle von Mega-Trux                | Lair             | 11. März 2016                           | 15. März 2016                         | –                              | Jeremy Shipp   |
| 16         | 6         | Die Rüstung                            | Battering Ram    | 11. März 2016                           | 16. März 2016                         | –                              | Mimi Hess      |
| 17         | 7         | Die Rennstrecke                        | The Racetrack    | 11. März 2016                           | 17. März 2016                         | –                              | Luke Giordano  |
| 18         | 8         | Klebosaurier                           | Gluphosaurs      | 11. März 2016                           | 18. März 2016                         | –                              | Jeremy Shipp   |
| 19         | 9         | Der Dunkelwald                         | Towaconstrictors | 11. März 2016                           | 19. März 2016                         | –                              | Kinan Copen    |
| 20         | 10        | Der Tunnel                             | Desert Scraptors | 11. März 2016                           | 20. März 2016                         | –                              | Steven Altiere |
| 21         | 11        | Wasser                                 | Water            | 11. März 2016                           | 2. Sep. 2016                          | –                              | Luke Giordano  |
| 22         | 12        | Der Sturm                              | Wind             | 11. März 2016                           | 9. Sep. 2016                          | –                              | Jeremy Shipp   |
| 23         | 13        | Der Blitz                              | Lightning        | 11. März 2016                           | 16. Sep. 2016                         | –                              | Steven Altiere |

### Staffel 3
| Nr. (ges.) | Nr. (St.) | Deutscher Titel | Originaltitel   | Erstveröffentlichung Vereinigte Staaten | Deutschsprachige Erstausstrahlung (D) | Regie | Drehbuch              |
| ---------- | --------- | --------------- | --------------- | --------------------------------------- | ------------------------------------- | ----- | --------------------- |
| 24         | 1         | Die Rutsche     | Slide           | 7. Okt. 2016                            | 27. März 2017                         | –     | –                     |
| 25         | 2         | Wühlosaurier    | Drillasaurs     | 7. Okt. 2016                            | 28. März 2017                         | –     | Jeremy Shipp          |
| 26         | 3         | Der Vulkan      | Volcano         | 7. Okt. 2016                            | 29. März 2017                         | –     | Ron Burch, David Kidd |
| 27         | 4         | Der Sägosaurus  | Sawmetradon     | 7. Okt. 2016                            | 30. März 2017                         | –     | Ron Burch, David Kidd |
| 28         | 5         | Ohne Bremsen    | Speed           | 7. Okt. 2016                            | 31. März 2017                         | –     | Steven Altiere        |
| 29         | 6         | Feueralarm      | Flynt           | 7. Okt. 2016                            | 3. Apr. 2017                          | –     | Luke Giordano         |
| 30         | 7         | Flügel          | Wings           | 7. Okt. 2016                            | 4. Apr. 2017                          | –     | Jeremy Shipp          |
| 31         | 8         | Hammertilien    | Slamtools       | 7. Okt. 2016                            | 5. Apr. 2017                          | –     | Steven Altiere        |
| 32         | 9         | Bulltops        | Blayde          | 7. Okt. 2016                            | 6. Apr. 2017                          | –     | Jeremy Shipp          |
| 33         | 10        | Aufgeladen      | Battle          | 7. Okt. 2016                            | 7. Apr. 2017                          | –     | Luke Giordano         |
| 34         | 11        | Zementosaurier  | Cementasaurs    | 7. Okt. 2016                            | 10. Apr. 2017                         | –     | Steven Altiere        |
| 35         | 12        | Tacho der Held  | Eggs            | 7. Okt. 2016                            | 11. Apr. 2017                         | –     | Jeremy Shipp          |
| 36         | 13        | Hammo           | Pounder         | 7. Okt. 2016                            | 12. Apr. 2017                         | –     | Kinan Copen           |
| 37         | 14        | Voltarachniden  | Shockarachnids  | 7. Okt. 2016                            | 13. Apr. 2017                         | –     | Steven Altiere        |
| 38         | 15        | Horror-Trux     | Scaretrux       | 7. Okt. 2016                            | 18. Apr. 2017                         | –     | Steven Altiere        |
| 39         | 16        | Der Magnetberg  | Magnet Mountain | 7. Okt. 2016                            | 19. Apr. 2017                         | –     | Jeremy Shipp          |

### Staffel 4
| Nr. (ges.) | Nr. (St.) | Deutscher Titel    | Originaltitel      | Erstveröffentlichung Vereinigte Staaten | Deutschsprachige Erstausstrahlung (D) | Regie    | Drehbuch       |
| ---------- | --------- | ------------------ | ------------------ | --------------------------------------- | ------------------------------------- | -------- | -------------- |
| 40         | 1         | Fliegende Freunde  | Pteracopters       | 31. März 2017                           | 6. Nov. 2017                          | –        | Steven Altiere |
| 41         | 2         | Schneelilli        | Snowblazer         | 31. März 2017                           | 7. Nov. 2017                          | Dan Riba | Jeremy Shipp   |
| 42         | 3         | Hacktilien         | Picktools          | 31. März 2017                           | 8. Nov. 2017                          | –        | Steven Altiere |
| 43         | 4         | Tacho und Schrottz | Ton-Ton & Skrap-It | 31. März 2017                           | 16. Nov. 2017                         | Dan Riba | Steven Altiere |
| 44         | 5         | Recycos Team       | Garby’s Gang       | 31. März 2017                           | 10. Nov. 2017                         | –        | Jeremy Shipp   |
| 45         | 6         | Käfer im Getriebe  | Gearwigs           | 31. März 2017                           | 13. Nov. 2017                         | Dan Riba | Steven Altiere |
| 46         | 7         | Die Brücke         | Bridge             | 31. März 2017                           | 9. Nov. 2017                          | –        | Steven Altiere |

### Staffel 5
| Nr. (ges.) | Nr. (St.) | Deutscher Titel          | Originaltitel    | Erstveröffentlichung Vereinigte Staaten | Deutschsprachige Erstausstrahlung (D) | Regie       | Drehbuch              |
| ---------- | --------- | ------------------------ | ---------------- | --------------------------------------- | ------------------------------------- | ----------- | --------------------- |
| 47         | 1         | Die Niederlage           | Imposters        | 18. Aug. 2017                           | 14. Nov. 2017                         | –           | Ron Burch, David Kidd |
| 48         | 2         | Aquadons                 | Aquadons         | 18. Aug. 2017                           | 17. Nov. 2017                         | –           | –                     |
| 49         | 3         | Die Rückkehr             | The Return       | 18. Aug. 2017                           | 20. Nov. 2017                         | Pete Jacobs | –                     |
| 50         | 4         | Altmetilien              | Junktools        | 18. Aug. 2017                           | 15. Nov. 2017                         | –           | –                     |
| 51         | 5         | Das Ende des Kraters (1) | Dreadtrux Part 1 | 18. Aug. 2017                           | 21. Nov. 2017                         | Dan Riba    | Steven Altiere        |
| 52         | 6         | Das Ende des Kraters (2) | Dreadtrux Part 2 | 18. Aug. 2017                           | 22. Nov. 2017                         | –           | Ron Burch, David Kidd |

## Synchronisation
Die deutsche Synchronisation entstand bei der Splendid Synchron GmbH in Köln unter der Dialogregie von Stephan Rabow.
| Rolle       | Originalsprecher | Deutscher Sprecher      |
| ----------- | ---------------- | ----------------------- |
| Buldo       | Brian Drummond   | Rolf Berg               |
| Bullz       | Brian Drummond   | Olaf Reitz              |
| Drago       | Brian Drummond   | Michael-Che Koch        |
| Trottz      | Brian Drummond   | Oliver Krietsch-Matzura |
| Klebo       | Sam Vincent      | Oliver Krietsch-Matzura |
| Click-Clack | Fred Ewanuick    | Jan van Weyde           |
| Clio        | Ashleigh Ball    | Dorkas Kiefer           |
| Lana        | Ashleigh Ball    | Katrin Heß              |
| Festo       | Eric Bauza       | Andreas Maier           |
| Klemmo      | Doron Bell       | Louis Friedemann Thiele |
| Mega-Trux   | Paul Dobson      | Tobias Brecklinghaus    |
| Mottz       | Paul Dobson      | Sascha von Zambelly     |
| Prottz      | Trevor Devall    | Stephan Rabow           |
| Fabio       | Trevor Devall    | Robert Steudtner        |
| Recyco      | Trevor Devall    | Gilles Karolyi          |
| Schrottz    | Trevor Devall    | Martin Bross            |
| Repto       | Richard Ian Cox  | Christian Wunderlich    |
| T-Rux       | Andrew Francis   | Jochen Langner          |
| Tacho       | Matt Hill        | Markus Haase            |
| Winni       | Cree Summer      | Kordula Leiße           |
| Brocks      | (N. N.)          | Daniel Werner           |